# 宇宙刑事ギャバン 黒き英雄
『宇宙刑事ギャバン 黒き英雄』（うちゅうけいじギャバン くろきえいゆう）は、脚本：小林雄次、構成・演出：藤沢とおる、作画：太田正樹による漫画作品。秋田書店の特設サイト「宇宙刑事ギャバンTHE COMIC」での週刊連載を経て、同社の漫画雑誌『月刊チャンピオン』にて加筆版が月刊連載された後、2013年9月6日に同社より単行本が発売された。

## 概要
脚本を担当した小林雄次の『宇宙刑事ギャバン typeG THE Beginning』や『宇宙刑事ギャバン THE NOVEL』同様、『宇宙刑事ギャバン THE MOVIE』公開を記念して制作された作品だが、他二作と異なり、時系列的には『海賊戦隊ゴーカイジャーVS宇宙刑事ギャバン THE MOVIE』の前日談となっている（GAVAPEDIA Vol.5より）。

## 登場人物
登場人物は全て、銀河連邦警察関係者となっている。
ミネルバ / ポリスアーマー / ブラックブートレグ
銀河連邦警察の捜査官。ブルームのかつてのパートナー。戦闘時はポリスアーマーという強化服で戦うが、物語終盤では黒きコンバットスーツ「ブラックブートレグ」にも身を包む。
コバルト
ミネルバの上官。
ギャバン / 一条寺 烈（いちじょうじ れつ）
かつて宇宙犯罪組織マクーから地球を守った伝説の宇宙刑事。他の宇宙刑事を殺害した容疑で超A級指名手配犯となる。宇宙刑事シリーズの登場人物を参照。
ブルーム / にせギャバン
かつて、 一条寺烈やミネルバとともにマクーの残党と戦った捜査官。他の宇宙刑事同様、にせギャバンに殺されたと思われていた。終盤、にせギャバンに変身する。
ミミー
コム長官の娘。ギャバンのかつてのパートナー。一条寺烈の疑いをはらすため、地球で捜査をしていた。宇宙刑事シリーズの登場人物を参照。
コム元長官
銀河連邦警察の最高司令長官だったが、一条寺烈をかばったため長官の座を追われてしまった。宇宙刑事シリーズの登場人物を参照。
シャリバン / 伊賀電、シャイダー / 沢村大
かつて、マドーやフーマと戦った宇宙刑事。グラント長官の命を受け、ギャバン討伐に向かう。宇宙刑事シリーズの登場人物を参照。
グラント長官 / ブラックブートレグα / ブラックギガブートレグ
コムに代わって、銀河連邦警察の最高司令長官となった男。実は本作品の事件の黒幕で、自身を宇宙刑事ギャバンに選ばなかった銀河連邦警察へ復讐するために、宇宙刑事の討伐を目的としたブラックブートレグを作っていた。
イシス / にせギャバン / ブラックブートレグ
銀河連邦警察の捜査官。にせギャバンとして宇宙刑事を倒していた本作品の事件の真犯人。不意をつかれた「宇宙刑事デルタダイナミック」に倒されたが、ブラックギガブートレグとの戦闘中に姿を消し、数ヵ月後、ブラックマーケットでブラックブートレグを販売する姿が確認される。

## メカニック

### コンバットスーツ
ギャバン、シャリバン、シャイダー
それぞれ、一条寺烈、伊賀電、沢村大が蒸着、赤射、焼結した姿。本作ではそれぞれの必殺技のほか、合体技「宇宙刑事デルタダイナミック」も使用する。
にせギャバン
ギャバンの偽物。本作品の事件を起こした犯人が着用していたが、最終的には一条寺烈らに逆転のきっかけを与える。
ブラックブートレグ
グラント長官が独自に作ったコンバットスーツのプロトタイプ。「プラズマホーミング」「インフィニティエンド」「ブラックフレア」などを使用。量産化が計画され、10体以上のブラックブートレグが作られていた。形状はバリオゼクター（宇宙刑事魂に登場）やギャバンブートレグに近似している。
量産タイプは大型の銃を武器としている。また、ブラックブートレグαの命令により強制解除させることもできる。
試作機故にエネルギー消費が悪いのが唯一にして最大の弱点。
ブラックブートレグα
グラント長官がコード「暁黒」によって変身した姿。グラント長官自身がマクーの生体技術を使いダブルモンスター化しているなど、マクーの技術も使用している。
ブラックギガブートレグ
ブラックブートレグαがコード「多重暁黒」によって変身した姿（というよりむしろブラックブートレグαが操るロボットに近い）。コンバットスーツに全く見えない異形の姿をしており攻撃手段も基本的にパワーに物を言わせた直接攻撃である。本体がある頸椎部が最大の弱点。

### マシン
超次元高速機ドルギラン
ギャバンが使用する超光速宇宙船。
電子星獣ドル
ドルギランの下部が独立、変形して完成する意思を持つ竜型戦闘メカ。

## 単行本
- 脚本：小林雄次 / 構成・演出：藤沢とおる / 作画：太田正樹 秋田書店 少年チャンピオンコミックス・エクストラ、既刊1巻（2013年9月6日現在）
  1. 2013年9月6日発売[3]、ISBN 978-4-253-13229-9